# Augustin Bernard (architecte)
Pour les articles homonymes, voir Augustin Bernard (homonymie) et Bernard.
Augustin Bernard, né à Bruxelles le 12 février 1900 et mort le 12 février 1992, est un architecte, dessinateur, aquarelliste et enseignant belge.

## Biographie
Après des études moyennes à l'Institut Robert de Bruxelles, Augustin Bernard passe l'examen de l'école d'ingénieurs à l'université libre de Bruxelles en 1915. Il se dirige rapidement vers une autre voie et s'inscrit en 1916 à l'école d'architecture de l'Académie royale des beaux-arts de Bruxelles dans l'atelier Émile Lambot. Il obtient son diplôme d'architecte en 1920.
Il commence sa carrière à Paris au sein du cabinet de Lucien Bechmann, dont il est collaborateur.
Il revient à Bruxelles en 1935 pour réaliser les travaux de l'hôtel du baron Boël en tant que collaborateur du cabinet de Michel Roux-Spitz. Ce retour à Bruxelles lui donne l'occasion de participer à l'examen destiné à recruter un professeur de technologie et de construction à l'Académie de Bruxelles. Il est choisi et commence sa carrière professorale dès 1936, devient un chef d'atelier réputé en 1949 et professeur en 1955, formant une nouvelle génération d'architectes.
Il est directeur de l'Académie royale des beaux-arts de Bruxelles de 1959 à 1967.
Il ouvre également à Bruxelles son propre cabinet d'architecte.
Il est membre de la Société des architectes diplômés de la Ville de Bruxelles (S.A.D.Br.) et de la Société centrale d'architecture de Belgique.

## Œuvre

### Réalisation architecturale
- Immeubles à appartements à Uccle, Jette, Molenbeek.
- Maisons de campagne à Maizeret, Wezembeek, Genval, Uccle, Houdeng-Goegnies.
- Usine à Jette.
- Bureaux à Anvers et Bruxelles.
- Groupe d'habitations à Lobito (Congo belge).
- Préventorium L. Poriniot à Biez.
- Monument à Adolphe Max, 1956, place Louis Steens au Heysel, avec le sculpteur Fernand Debonnaires[1].

### Œuvre picturale
À l'occasion de ses voyages d'études effectués dans sa jeunesse en France, en Italie, en Espagne et au Maroc, il réalise de nombreux dessins et aquarelles ayant désormais un grand intérêt archéologique. Il en a utilisé certains pour illustrer son livre sur l'architecture traditionnelle en Normandie.

### Publication
- Petits édifices. Normandie. Constructions urbaines en pans de bois, accompagné de huit dessins au crayon (par l'auteur), préface de Georges Gromort, Paris : A. Vincent et Cie, 1927.
- Réflexions au soir de ma vie, Paris : le Livre d'histoire, 2005.

## Récompenses
- Prix Acker en 1920.
- Premier prix de Rome en 1921.